# Château de Louisbourg
Le château de Louisbourg ou château de Ludwigsburg (en allemand : Residenzschloss Ludwigsburg), situé à Louisbourg dans le Land de Bade-Wurtemberg, en Allemagne, compte parmi les plus grandes résidences baroques d'Europe. Il fut construit selon les vœux du duc Eberhard-Louis de Wurtemberg (règne de 1693 à 1733). Le château possède quatre parties, compte 452 pièces et plus ou moins 2 000 fenêtres. C'est l'un des plus grands châteaux d'Allemagne en superficie.
Le somptueux ensemble fut créé entre 1704 et 1733 par les maîtres d'œuvre Johann Friedrich Nette (de) (1672-1714) et Donato Giuseppe Frisoni (1683-1735).
La conception du château est marquée par l'architecture de Bohême et d'Autriche. Les salles richement décorées magnifient les succès guerriers du duc et ses bienfaits pour les arts.
À partir de 1718, Louisbourg devint la résidence officielle du duc et la ville édifiée après 1709 fut élevée au rang de capitale du Wurtemberg.

## «Le palais des splendeurs»
Le départ, du duc Eberhard-Louis de Wurtemberg souhaitait seulement construire un pavillon de chasse. C'était un prince glorieux grâce à ses victoires militaires pendant la guerre de Succession d'Espagne, aussi les visites des châteaux du prince-électeur de Bavière en 1705-1706 et enfin sa nomination au titre de feld-maréchal de l’Empire stimulèrent-elles son ambition.
Outre son ascension dans la hiérarchie de l´Empire, d´autres circonstances le poussèrent à favoriser la fondation nouvelle de Louisbourg et à éviter Stuttgart, l’ancienne capitale. À cause de sa maîtresse, Christine Wilhelmine Friederieke von Grävenitz (1685-1744), il prit ses distances vis-à-vis de son épouse Johanna Elisabetha et fit de Louisbourg sa retraite et son refuge.
« Jadis, aucune cour n’était semblable à celle du Wurtemberg », jugeait en 1763 le baron Wimpffen, qui avait pourtant beaucoup voyagé. Louisbourg devait cette réputation au duc Charles II de Wurtemberg (règne de 1737 à 1793). Ses appartements privés, situés à l’étage supérieur du nouveau corps de logis principal, sont d’une élégance raffinée. Ils furent dessinés en 1757-1758 par Philippe de la Guêpière dans le style baroque français. En 1758, Charles-Eugène fonda la manufacture de porcelaine de Louisbourg. La manufacture actuelle a installé son atelier de fabrication et sa galerie de vente, ouverte au public, dans le château.
La ville et les jardins furent l’objet d’agrandissements considérables. Des pavillons de plaisance furent élevés, à l'instar du château de Monrepos, construit au bord d’un lac, et le théâtre fut transformé.
L’époque la plus prestigieuse de Louisbourg commença lorsque Charles-Eugène déplaça de nouveau sa résidence de Stuttgart à Louisbourg, en raison de conflits avec la diète wurtembergeoise. Pour les célébrations de l´anniversaire du duc, en 1763-1764, la cour d’honneur fut transformée par une architecture pompeuse en « palais des splendeurs ».

## Résidence d’été du premier roi

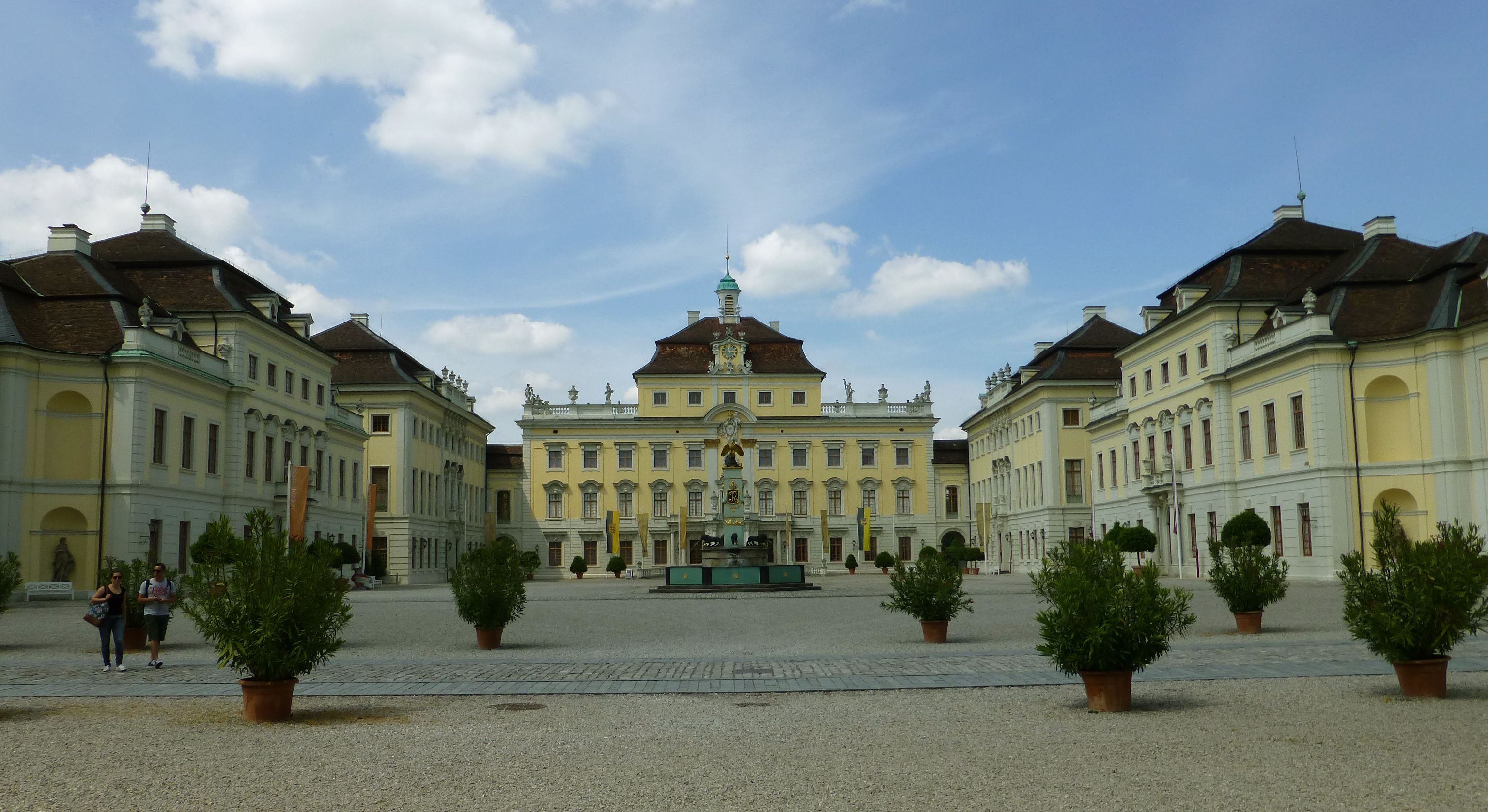
La cour intérieure et sa fontaine aux armes royales

Le duc Frédéric II (règne de 1798 à 1816) voulait utiliser Louisbourg en résidence d’été. Autour de 1800, il commença par faire planter les jardins, jusqu’alors laissés à l’abandon, qui furent ainsi complètement aménagés pour la première fois depuis le début de la construction du château.
Lorsque l´empereur Napoléon Ier fit élever Frédéric II au titre de roi, en 1805, Nikolaus von Thouret commença à modifier le château dans l’esprit du style Empire français. Ses transformations ont surtout subsisté dans le nouveau corps de logis principal et dans le théâtre.
Ces travaux furent achevés par la transformation des appartements de la reine Charlotte-Mathilde, qui conserva Louisbourg en tant que résidence, après la mort du roi en 1816. Jusqu’à nos jours, les enfilades de pièces du château résidentiel, devenues un musée avec leurs précieux meubles, tableaux et sculptures, reflètent l’histoire mouvementée des lieux, dominée par trois souverains wurtembergeois majeurs. Elles peuvent être admirées tous les jours dans le cadre de visites guidées.
Un Jardin des contes a été aménagé dans le parc du château.

## Nécropole ducale puis royale
Dans la crypte situés sous la chapelle du château se trouvent les cercueils des membres de la famille de Wurtemberg :
1. Frédéric-Louis de Wurtemberg, prince héritier de Wurtemberg (14 décembre 1698 - 23 novembre 1731) (fils d'Eberhard-Louis de Wurtemberg et de Jeanne-Elisabeth de Bade-Durlach)
2. Eberhard-Louis de Wurtemberg, duc de Wurtemberg (18 septembre 1676 - 31 octobre 1733) (fils de Guillaume-Louis de Wurtemberg et de Madeleine Sybille de Hesse-Darmstadt)
3. Charles-Alexandre de Wurtemberg, duc de Wurtemberg (24 janvier 1684 - 12 mars 1737) (fils de Frédéric-Charles de Wurtemberg-Winnental et d'Éléonore Juliane de Brandenbourg-Ansbach)
4. Frédérique-Wilhelmine de Wurtemberg, duchesse de Wurtemberg (19 février 1750 - 12 mars 1751) (fille de Charles-Eugène de Wurtemberg et d'Élisabeth de Brandebourg-Bayreuth)
5. Marie-Auguste de Tour et Taxis, duchesse consort de Wurtemberg (11 août 1706 - 1er février 1756) (épouse de Charles-Alexandre de Wurtemberg)
6. Jeanne-Elisabeth de Bade-Durlach, duchesse consort de Wurtemberg (3 octobre 1680 - 2 juillet 1757) (épouse d'Eberhard-Louis de Wurtemberg)
7. Élisabeth-Frédérique-Sophie de Brandebourg-Bayreuth, duchesse de Wurtemberg (30 août 1732 - 6 avril 1780) (épouse de Charles-Eugène de Wurtemberg)
8. Sophie-Dorothée de Wurtemberg (24 décembre 1783 - 3 octobre 1784), princesse décédée à l'âge de 9 mois
9. Augusta de Wurtemberg, princesse consort de Tour et Taxis (30 octobre 1734 - 4 juin 1787) (fille de Charles-Alexandre de Wurtemberg et de Marie-Auguste de Tour et Taxis, première épouse de Karl Anselm de Tour et Taxis)
10. Charles-Eugène de Wurtemberg, duc de Wurtemberg (11 février 1728 - 24 octobre 1793) (fils de Charles-Alexandre de Wurtemberg et de Marie-Auguste de Tour et Taxis)
11. Louis-Eugène de Wurtemberg, duc de Wurtemberg (6 janvier 1731 - 20 mai 1795) (fils de Charles-Alexandre de Wurtemberg et de Marie-Auguste de Tour et Taxis)
12. Frédéric-Eugène de Wurtemberg, duc de Wurtemberg (21 janvier 1732 - 23 décembre 1797) (fils de Charles-Alexandre de Wurtemberg et de Marie-Auguste de Tour et Taxis)
13. Frédérique-Dorothée de Brandebourg-Schwedt, duchesse consort de Wurtemberg (18 décembre 1736 - 9 mars 1798) (épouse de Frédéric-Eugène de Wurtemberg)
14. Princesse sans nom (Mort-née le 27 avril 1798) (fille de Frédéric Ier de Wurtemberg et de Charlotte du Royaume-Uni)
15. Frédéric-Jean de Tour et Taxis, prince de Tour et Taxis (11 avril 1772 - 7 décembre 1805) (fils de Charles-Anselme de Tour et Taxis (de) et d'Augusta de Wurtemberg)
16. Sophie-Albertine de Beichlingen (de), duchesse consort de Wurtemberg (15 décembre 1728 - 10 mai 1807) (épouse de Louis-Eugène de Wurtemberg)
17. Paul-Frédéric de Wurtemberg, prince de Wurtemberg (7 mars 1809 - 28 mai 1810) (fils de Paul-Charles de Wurtemberg et de Charlotte de Saxe-Hildburghausen)
18. Frédéric Ier de Wurtemberg, duc puis électeur puis roi de Wurtemberg (6 novembre 1754 - 30 octobre 1816) (fils de Frédéric-Eugène de Wurtemberg et de Frédérique-Dorothée-Sophie de Brandebourg-Schwedt)
19. Charlotte du Royaume-Uni, duchesse puis électrice puis reine consort de Wurtemberg (29 septembre 1766 - 6 octobre 1828) (seconde épouse de Frédéric Ier de Wurtemberg)
20. Catherine de Wurtemberg, reine consort de Westphalie (21 février 1783 - 29 novembre 1835) (fille de Frédéric Ier de Wurtemberg et d'Augusta de Brunswick-Wolfenbuttel, seconde épouse de Jérôme Bonaparte)
21. Charlotte de Saxe-Hildburghausen, princesse héritière de Wurtemberg (17 juin 1787 - 12 décembre 1847) (épouse de Paul-Charles de Wurtemberg)
22. Paul-Charles de Wurtemberg, prince héritier de Wurtemberg (18 mai 1785 - 16 avril 1852) (fils de Frédéric Ier de Wurtemberg et d'Augusta de Brunswick-Wolfenbuttel)
23. Théodelinde de Beauharnais, comtesse de Wurtemberg (13 avril 1814 - 1er avril 1857) (première épouse de Frédéric de Wurtemberg-Urach)
24. Eugénie-Amélie d'Urach, princesse d'Urach (13 septembre 1848 - 26 novembre 1867) (fille de Frédéric de Wurtemberg-Urach et de Théodelinde de Beauharnais)
25. Frédéric Guillaume d'Urach, comte de Wurtemberg puis duc d'Urach (6 juillet 1810 - 17 juillet 1869) (fils de Guillaume-Frédéric-Philippe de Wurtemberg et de Wilhelmine von Tunderfedt-Rhodes, petit-fils de Frédéric-Eugène de Wurtemberg et de Frédérique-Dorothée-Sophie de Brandebourg-Schwedt)
26. Frédéric de Wurtemberg, prince héritier de Wurtemberg (21 février 1808 - 9 mai 1870) (fils de Paul-Charles de Wurtemberg et de Charlotte de Saxe-Hilburghausen)
27. Marie-Sophie de Tour et Taxis, duchesse de Wurtemberg (4 mars 1800 - 20 décembre 1870) (épouse de Paul de Wurtemberg, fille d'Eugène-Frédéric de Wurtemberg et de Louise de Saxe-Meiningen, petite-fille de Frédéric-Eugène de Wurtemberg et de Frédérique-Dorothée-Sophie de Brandebourg-Schwedt)
28. Pauline-Thérèse de Wurtemberg, reine consort de Wurtemberg (4 septembre 1800 - 10 mars 1873) (troisième épouse de Guillaume Ier de Wurtemberg)
29. Auguste de Wurtemberg, prince de Wurtemberg (24 janvier 1813 - 12 janvier 1885) (fils de Paul-Charles de Wurtemberg et de Charlotte de Saxe-Hilburghausen)
30. Maximilien de Wurtemberg (de), prince de Wurtemberg (3 septembre 1828 - 29 juillet 1888) (fils de Paul de Wurtemberg et de Marie-Sophie de Tour et Taxis)
31. Florestine de Monaco, duchesse d'Urach (2 octobre 1833 - 24 avril 1897) (seconde épouse de Frédéric de Wurtemberg-Urach)
32. Catherine de Wurtemberg, princesse de Wurtemberg (24 août 1821 - 6 décembre 1898) (fille de Guillaume Ier de Wurtemberg et de Pauline von Württemberg, épouse de Frédéric de Wurtemberg)
33. Marie-Gabrielle de Wurtemberg-Urach, princesse d'Urach (22 juin 1893 - 19 mars 1908) (fille de Guillaume II de Wurtemberg-Urach et d'Amélie Marie en Bavière)
34. Amélie-Marie en Bavière, duchesse d'Urach (24 décembre 1865 - 26 mai 1912) (première épouse de Guillaume II de Wurtemberg-Urach)
35. Philippe-Alexandre-Marie de Wurtemberg (30 juillet 1838 - 11 octobre 1917) (fils d'Alexandre II et de Marie-Christine d'Orléans)
36. Charles-Joseph d'Urach (de), prince d'Urach (15 février 1865 - 5 décembre 1925) (fils de Frédéric de Wurtemberg-Urach et de Florestine de Monaco)
37. Guillaume d'Urach, duc d'Urach, roi élu de Lituanie (3 mars 1864 - 24 mars 1928) (fils de Frédéric de Wurtemberg-Urach et de Florestine de Monaco)
38. Hermine de Schaumbourg-Lippe (en), princesse de Wurtemberg (5 octobre 1845 - 23 décembre 1930) (épouse de Maximilian de Wurtemberg)